# David van Zanten
David van Zanten (Dublin, 8 mei 1982) is een Iers voetballer die als rechter verdediger speelt. Hij heeft een Nederlandse vader en Ierse moeder. Zijn gehele carrière speelt hij in Schotland.
Van Zanten speelde in de jeugd van Celtic maar brak niet door. Dat deed hij wel bij St. Mirren waar hij zowel van 2003 tot 2008 als van 2010 tot 2014 onder contract stond. Tussendoor speelde hij een seizoen voor Hibernian en korte periodes bij zowel Greenock Morton als Hamilton Academical. In het seizoen 2014/15 speelde Van Zanten bij Dumbarton en medio 2015 stapte hij over naar Airdrieonians.

## Erelijst
- Scottish Football League First Division: 2006
- Scottish League Challenge Cup: 2006
- Scottish League Cup: 2013